# TSG Gnesen
Die TSG Gnesen war während des Zweiten Weltkriegs ein deutscher Sportverein aus der Stadt Gniezno (dt. Gnesen) im besetzten Polen.

## Geschichte
Zur Saison 1942/43 stieg der Verein aus der Bezirksliga in die Gauliga Wartheland auf. Am Ende der Saison konnte die Mannschaft mit 15:21 Punkten den sechsten Platz für sich beanspruchen. In der nächsten Saison konnte man sogar den fünften Platz erreichen, wenn auch nur mit einem ausgeglichenen Punktestand von 13:13. Nach dem Ende des Krieges und der Rückeroberung des Wartheland durch die Rote Armee wurden alle deutschen Vereine aufgelöst.